# 김경란 (배우)
김경란(金敬蘭, 본명은 김근성(金根誠), 1940년 2월 4일 ~ )은 대한민국의 영화 배우이다.

## 생애
만주국(중국) 퉁화에서 태어났으며, 1955년부터 아역 연극배우로 데뷔하였고, 그 후 지방 연극 공연을 통해 연기력을 차분히 쌓아갔으며 이후 1959년 영화 《다시 찾은 양지》를 통하여 영화배우 데뷔하였고, 다수의 작품에서 주로 조연 배우로 활동하였으며 1962년 당시 영화 각본가였던 영화감독 남태권(南太權)과 결혼했다. 1980년대 드라마 출연 작품으로 《전원일기》, 1990년대 드라마 출연 작품으로 《약속》등이 있다.

## 출연작

### 연극
- 1986년 《대원군》 ... 여흥부대부인 민씨 역(주연)
- 1987년 《금삼지혈》 ... 안순왕후 한씨 역(주연)

### 영화
- 2014년 《제보자》 : 노모 역
- 2013년 《더 파이브》 : 슈퍼주인할머니 역
- 2013년 《박수건달》: 소복 할머니 역
- 2012년 《최씨네 모녀》 : 주연
- 2012년 《자칼이 온다》: 할매 역
- 2011년 《체포왕》: 폐지 할머니 역
- 2010년 《김복남 살인사건의 전말》 : 대출 노인 역
- 2010년 《의형제》: 고스톱 할머니 역
- 2010년 《부당거래》: 대호 어머니 역
- 2009년 《애자》: 곱창집 할머니 역
- 2008년 《잘못된 만남》: 콩 할머니 역
- 2008년 《쉿! 그녀에겐 비밀이에요》 : 수다 할매 역
- 2008년 《크로싱》: 조선족 할머니 역
- 2008년 《서울이 보이냐?》: 할머니 역
- 2006년 《열혈남아》 : 초인종 할머니 역
- 2006년 《그 해 여름》 : 수내리 할머니 역
- 2006년 《아이스케키》 : 춘자 모 역
- 2006년 《로망스》 : 할머니 역
- 2006년 《백만장자의 첫사랑》 : 털양말 할머니 역
- 2004년 《신석기 블루스》 : 아줌마 1 역
- 2004년 《귀신이 산다》 : 포장마차 여주인 역
- 2004년 《마지막 늑대》 : 두미 할머니 역
- 2004년 《그녀를 믿지 마세요》 : 동네 할머니 3 역
- 2000년 《행복한 장의사》 : 고모 역
- 1999년 《연풍연가》 : 소매치기 당하는 할머니 역
- 1998년 《남자의 향기》 : 공사장 아줌마 역
- 1997년 《할렐루야》
- 1997년 《스카이 닥터》 : 여수댁 역
- 1997년 《창》
- 1997년 《박대박》 : 의뢰인 1 역
- 1996년 《미지왕》
- 1996년 《보스》
- 1996년 《축제》
- 1996년 《카루나》 : 아낙 역
- 1995년 《소낙비》
- 1995년 《아찌 아빠》
- 1995년 《영원한 제국》 : 무당 역
- 1994년 《우연한 여행》 : 농촌 할머니 역
- 1994년 《해적》: 아낙 역
- 1994년 《계약커플》
- 1994년 《태백산맥》
- 1994년 《포도 씨앗의 사랑》
- 1993년 《무엇에 쓰는 물건인고》
- 1993년 《여자의 일생》
- 1993년 《서편제》: 계꾼 역
- 1993년 《가슴 달린 남자》: 미스한 모 역
- 1993년 《사라는 유죄》
- 1993년 《101번째 프로포즈》
- 1993년 《에미의 들》: 뚱실네 역
- 1992년 《걸어서 하늘까지》
- 1992년 《우리들의 일그러진 영웅》: 주임선생 역
- 1991년 《경마장 가는 길》 : 시골 아낙네 역
- 1991년 《열 아홉의 절망 끝에 부르는 하나의 사랑 노래》: 학부모들 역
- 1991년 《개벽》 : 판옥 처 역
- 1991년 《갈마》 : 허씨 역
- 1991년 《사랑스런 이웃집 여자》
- 1991년 《장군의 아들 2》
- 1991년 《후리꾼》
- 1991년 《꽃그늘 속에 부는 바람》: 파주댁 역
- 1991년 《예수천당》: 무당 역
- 1991년 《산딸기 4》
- 1991년 《핸드백 속의 이야기》: 가정부 역
- 1991년 《젊은 날의 초상》: 안주인 역
- 1991년 《흑설》 : 미장원 손님 1 역
- 1991년 《혼자도는 바람개비》 : 아낙 역
- 1990년 《나의 사랑 나의 신부》 : 엘레베이터 여 역
- 1990년 《웨딩드레스》 : 춘자 역
- 1990년 《물 위를 걷는 여자》
- 1990년 《동춘별곡》
- 1990년 《도시의 상처》
- 1990년 《어느 모델의 사랑》
- 1990년 《고금소총 2》
- 1990년 《쫄병수첩 2》
- 1990년 《땡삐》 : 조씨 역
- 1990년 《이조 여인숙명사 청상계》 : 음전네 역
- 1990년 《대학촌의 달빛》 : 주모 역
- 1990년 《수탉》 : 엄마네 역
- 1990년 《반쪽아이들》 : 박 여인 역
- 1990년 《동경 아리랑》
- 1990년 《우묵배미의 사랑》 : 시다 1 역
- 1990년 《그들도 우리처럼》: 택이 엄마 역
- 1990년 《새벽을 깨우리로다》
- 1990년 《창부일색》 : 계원 2 역
- 1989년 《건드리지 좀 마》
- 1989년 《단단한 놈》
- 1989년 《울고 싶어라》
- 1989년 《육담구담》 : 아낙 1 역
- 1989년 《노란 집》
- 1989년 《그 후로도 오랫동안》
- 1989년 《껄떡쇠》
- 1989년 《쫄병수첩》
- 1989년 《백치원앙》
- 1989년 《개그맨》
- 1989년 《달콤한 신부들》
- 1988년 《성공시대》 : 주부 1 역
- 1988년 《가루지기》
- 1988년 《오성군 한음군》
- 1988년 《변강쇠 3》 : 장 서방 처 역
- 1988년 《고금소총》 : 할머니 역
- 1988년 《사방지》 : 종손 역
- 1988년 《멋장이 세상》 : 포장마차 주인 역
- 1988년 《청춘시대》
- 1988년 《떡》
- 1988년 《공초도사와 슈퍼 홍길동》
- 1988년 《뽕 2》
- 1987년 《아다다》 : 오목례 역
- 1987년 《위기의 여자》
- 1987년 《기쁜 우리 젊은 날》
- 1987년 《감자》
- 1987년 《우리는 지금 제네바로 간다》 : 기차역 포주 역
- 1987년 《소금장수》
- 1987년 《박철수의 헬로 임꺽정》
- 1987년 《도화》
- 1987년 《학창보고서》
- 1987년 《토요일은 밤이 없다》 : 부인 1 역
- 1986년 《황진이》
- 1986년 《내시》
- 1986년 《뜨거운 겨울》
- 1986년 《돌아이 2》
- 1986년 《노래에 사랑을 싣고》
- 1986년 《여로》
- 1986년 《물레방아》
- 1986년 《날개달린 녀석들》
- 1985년 《어우동》 : 주모 역
- 1985년 《고래 사냥 2》
- 1985년 《장사의 꿈》 : 신당의 여인 역
- 1985년 《어미》 : 파출부 역
- 1985년 《잊을 수 없는 순간》
- 1984년 《자녀목》
- 1984년 《고래 사냥》
- 1984년 《땡볕》 : 마을 아낙 역
- 1984년 《그해 겨울은 따뜻했네》
- 1984년 《황톳길》
- 1984년 《봄이오면 산에 들에》
- 1984년 《금지구역》
- 1984년 《잊혀진 계절》
- 1984년 《수렁에서 건진 내딸》
- 1984년 《흐르는 강물을 어찌 막으랴》
- 1983년 《이 한몸 돌이 되어》
- 1983년 《과부 3대》
- 1983년 《여자가 더 좋아》
- 1983년 《여인잔혹사 물레야 물레야》
- 1983년 《마계의 딸》
- 1983년 《땜장이 아내》
- 1982년 《바보들의 청춘》
- 1982년 《무녀의 밤》
- 1982년 《백구야 휠훨 날지마라》
- 1982년 《죽으면 살리라》
- 1982년 《욕망의 늪》
- 1982년 《아벤고 공수군단》 : 간호원 1 역
- 1982년 《꼬방동네 사람들》
- 1982년 《날마다 허물벗는 꽃뱀》
- 1982년 《밤을 기다리는 해바라기》
- 1982년 《복수는 내게 맡겨라》
- 1981년 《F학점의 천재들》
- 1981년 《아빠안녕》
- 1981년 《슬픈 계절에 만나요》
- 1981년 《미워도 다시 한 번 2》
- 1981년 《고래섬 소동》
- 1980년 《복부인》
- 1980년 《바다로 간 목마》
- 1980년 《피막》
- 1980년 《물보라》
- 1980년 《난 모르겠네》
- 1980년 《괴초도사》
- 1980년 《꼭지꼭지》
- 1979년 《을화》
- 1979년 《순자야》
- 1979년 《나팔수》
- 1979년 《황토기》
- 1979년 《12인의 하숙생》
- 1979년 《경찰관》
- 1979년 《지옥의 49일》
- 1979년 《휘청거리는 오후》
- 1978년 《슬픔은 이제 그만》
- 1978년 《세종대왕》
- 1978년 《옛날 옛적에 훠어이 훠이》
- 1978년 《배우 수업》
- 1978년 《절정》
- 1978년 《꽃신》
- 1978년 《웃음소리》
- 1978년 《개선문》
- 1978년 《십이대천왕》
- 1978년 《화려한 외출》
- 1977년 《초분》
- 1977년 《시집가는 날》
- 1977년 《처녀의 성》
- 1976년 《아간학교》
- 1976년 《나는 고백한다》
- 1976년 《돌아온 팔도강산》
- 1976년 《성춘향전》
- 1976년 《내 마음 나도 몰라》
- 1976년 《정말 꿈이 있다구》
- 1976년 《청색시대》
- 1976년 《어머니》
- 1976년 《과거는 왜 물어》
- 1975년 《창수의 전성시대》
- 1975년 《남사당》
- 1974년 《아내들의 행진》
- 1974년 《토지》
- 1974년 《연풍》
- 1974년 《회상》
- 1974년 《황홀》
- 1974년 《국회 푸락치》
- 1973년 《별난청춘》
- 1973년 《비바리》
- 1973년 《황소타고 시집왔네》
- 1973년 《부부교대》
- 1972년 《이별의 길》
- 1972년 《밤길》
- 1972년 《힘》
- 1972년 《효녀심청》
- 1972년 《무녀도》
- 1971년 《갑순이》
- 1971년 《현대인》
- 1971년 《당신과 나 사이에》
- 1971년 《여인도》
- 1971년 《공포의 황금부두》
- 1971년 《원한의 거리에 눈이 나린다》
- 1971년 《괴짜신부》
- 1971년 《미워도 정때문에》
- 1971년 《지금은 남이지만》
- 1970년 《심야의 방문객》
- 1970년 《별난 새댁》
- 1970년 《청춘무정》
- 1970년 《팔도가시나이》
- 1970년 《속눈섭이 긴 여자》
- 1970년 《울기는 왜 울어》
- 1970년 《일요일 밤과 월요일 아침》
- 1970년 《아무도 모르게》
- 1970년 《별명붙은 여자》
- 1970년 《처와 처》
- 1970년 《수호지》
- 1970년 《잃어버린 면사표》
- 1970년 《여인전장》
- 1970년 《여인극장》
- 1969년 《북경열차》
- 1969년 《남자의 기생》
- 1969년 《특등비서》
- 1969년 《저 눈밭에 사슴이》
- 1969년 《여성상위시대》
- 1969년 《한번 준 마음인데》
- 1969년 《서울야화》
- 1969년 《식모 삼형제》
- 1969년 《이조 여인잔혹사》
- 1969년 《제7의 사나이》
- 1969년 《개구장이 도련님》
- 1969년 《원》
- 1968년 《순애보》
- 1968년 《마녀성》
- 1968년 《악마의 초대》
- 1968년 《울고 넘는 박달재》
- 1968년 《파문》
- 1968년 《남자미용사》
- 1968년 《자주댕기》
- 1968년 《휴일》
- 1968년 《내가 반역자냐》
- 1967년 《상감마마 미워요》
- 1967년 《애수》
- 1967년 《섬마을 선생》
- 1967년 《싸리골의 신화》
- 1967년 《두 나그네》
- 1966년 《망향》
- 1966년 《초우》
- 1964년 《마의 계단》: 식모 역
- 1964년 《죽자니 청춘 살자니 고생》
- 1964년 《육체의 고백》
- 1963년 《사장 딸은 올드 미스》
- 1960년 《장미의 곡》
- 1959년 《다시 찾는 양지》

### 텔레비전 드라마
- 2016년 SBS 《그래, 그런거야》
- 2015년 KBS2 《부탁해요, 엄마》
- 2015년 KBS1 《가족을 지켜라》
- 2014년~2015년 MBC 《오만과 편견》 ... 빽곰의 어머니 역
- 2014년 SBS 《엔젤 아이즈》 ... 전화기 찾는 할머니 역
- 2012년 MBC 《오자룡이 간다》... 노인정 할머니 역
- 2012년 KBS1 《별도 달도 따줄게》... 애자 할머니 역
- 2009년 KBS2 《솔약국집 아들들》... 파스 사러 약국에 온 할머니 역
- 2007년 MBC 《히트》... 사진 찍어준 남자의 부인 역
- 2007년 MBC 《문희》
- 2004년 SBS 《파리의 연인》... 버스에 탄 할머니 역
- 2004년~2005년 MBC 《왕꽃 선녀님》 ... 한미녀의 지인 역
- 2003년 SBS 《야인시대》
- 1990년 MBC 《대원군》 ... 용성부대빈 염씨 역
- 1987년 MBC 《사랑과 야망》
- 1980년 MBC 《전원일기》

### TV프로그램
- 2014년-2016년 TV 조선 이것은 실화다 : 각종단역
- 2014년 MBN 기막힌 이야기 실제상황 : 각종간역
- 2015년 채널A 충격실화극 싸인 : 각종단역

## 가족 관계
- 남편 : 남태권 (영화감독)